# Radiochirurgie
La radiochirurgie ou stéréo-radiothérapie est une technique particulière de radiothérapie utilisée par les neurochirurgiens ou les radiothérapeutes.

## Applications
La radiochirurgie est une technique non invasive permettant de traiter des malformations artério-veineuses, des tumeurs bénignes (neurinome de l'acoustique, méningiomes, adénomes hypophysaires) le plus souvent, ou plus rarement des cancers (métastases cérébrales surtout, plus rarement gliomes) sans avoir recours au geste chirurgical. Elle consiste à irradier une zone du cerveau de manière très précise, cette irradiation se faisant dans des conditions dites stéréotaxiques. Cette technique opérée à l'aide d'un irradiateur spécialisé (accélérateur linéaire ou multiples sources de cobalt 60) ou de collimateurs additionnels sur un accélérateur linéaire traditionnel permet de traiter des cibles de petite taille (typiquement de diamètre inférieur à 3 cm), mais aussi d'effectuer des traitements dits « fonctionnels ». Elle diffère de la radiothérapie traditionnelle, tout d'abord par le mode de repérage stéréotaxique propre à la neurochirurgie mais surtout par le fait que, le plus souvent, le but n'est pas un effet différentiel (la radiothérapie traditionnelle utilise le fractionnement de la dose pour permettre la réparation des tissus sains) mais une nécrose localisée du tissu nerveux ou une artérite permettant de boucher une malformation artérioveineuse.

## Histoire
Historiquement, elle a été rendue possible par différents dispositifs : multiples sources de cobalt 60 convergentes (Gamma knife de Leksell), arcthérapie convergente (système dit « de Betti »), protonthérapie (Kjellberg).

## Formes
De nos jours les systèmes les plus répandus sont les machines dédiées tel le Gammaknife , le Novalis (qui utilise un accélérateur spécialisé), et le cyberknife qui est un accélérateur monté sur un robot industriel.
La société ZAP Surgical Systems a lancé en 2020 le système ZAP-X, premier système auto-blindé au monde dédié à la radiochirurgie du cerveau.
Le ZAP-X utilise une architecture gyroscopique délivrant des mini-faisceaux de rayons X convergents, permettant un traitement crânien très ciblé, rapide et sans anesthésie, tout en préservant les tissus sains.
La radiochirurgie est une technique qui se diversifie mais qui reste peu répandue, car elle nécessite un niveau d'investissement important par les centres désireux de s'équiper ; il faut donc disposer d'un nombre de patients suffisant pour ces indications spécifiques, relativement limitées, pour pouvoir amortir le matériel et son entretien[réf. souhaitée].

## Description
La technique de traitement de radiochirurgie est essentiellement utilisée en complément d'autres traitements ou non, afin de traiter diverses pathologies telles que les métastases cérébrales. La mise en place de ce type de traitement nécessite des durées d'irradiation plus longues mais sur un nombre de séances réduites.
Ces irradiations généralement sub-millimétriques ne peuvent se faire sans un système de vérification de positionnement du patient par une fluoroscopie conjointe au traitement en cours. Des systèmes tels qu'Exactrac ou bien le Cyberknife remplissent cette fonction.
On peut faire de la radiochirurgie du crâne ou bien extra-crânienne sous diverses localisations.

## Utilisateurs
Malgré son coût, l'efficacité de cette méthode résulte en de nombreuses applications en France : Strasbourg (Centre Paul Strauss), Marseille, Lille ou à Paris (Institut de Cancérologie Paris Nord), Centre René Gauduchau à Nantes, Polyclinique de Courlancy à Reims, Clinique le Littoral à Casablanca ou encore le centre Leon Berard à Lyon.